# Gustav Voerg
Gustav Voerg (7. juni 1870 – 21. april 1944) var en amerikansk roer som deltog i OL 1904 i St. Louis.
Voerg vandt en bronzemedalje i roning under OL 1904 i St. Louis. Han kom på en tredjeplads i firer uden styrmand sammen med Frank Dummerth, Lou Heim og John Freitag. Mandskabet repræsenterede Western Rowing Club, St. Louis.